# Lommatzsch
Lommatzsch is een gemeente in de Duitse deelstaat Saksen, gelegen in de Landkreis Meißen. De plaats telt 4.807 inwoners.

## Indeling van de gemeente
Lommatzsch bestaat uit 39 Ortsteile:
- Albertitz
- Altlommatzsch
- Altsattel
- Arntitz
- Barmenitz
- Birmenitz
- Churschütz
- Daubnitz
- Dennschütz
- Dörschnitz
- Grauswitz
- Ickowitz
- Jessen
- Klappendorf
- Krepta
- Lautzschen
- Löbschütz
- Lommatzsch
- Marschütz
- Mögen
- Neckanitz
- Paltzschen
- Petzschwitz
- Piskowitz
- Pitschütz
- Poititz
- Prositz
- Rauba
- Roitzsch
- Scheerau
- Schwochau
- Sieglitz
- Striegnitz
- Trogen
- Wachtnitz
- Weitzschenhain
- Wuhnitz
- Zöthain
- Zscheilitz

Vrijwel al deze plaatsjes zijn kleine boerendorpen, vaak met minder dan 200 inwoners. Alleen Lommatzsch zelf is een stadje en is beduidend groter dan de andere Ortsteile.

## Geografie en infrastructuur
De gemeente ligt, evenals een deel van het aan de zuidkant aangrenzende Nossen, in een vruchtbaar landbouwgebied, de Lommatzscher Pflege. De bodems zijn hier met een dikke laag löss bedekt.
Door de gemeente loopt de Bundesstraße 6.
Openbaar vervoer is beperkt tot weinig frequent rijdende bel- en schoolbussen.
Lommatzsch ligt aan enige langeafstands-fietsroutes.

## Economie
Lommatzsch bestaat voornamelijk van de landbouw. Industrie, handel, nijverheid en toerisme zijn van weinig betekenis. Veel inwoners van de gemeente zijn woonforensen, die een werkkring elders, veelal in de buursteden Riesa en Meißen, of de nabije grote stad Dresden hebben.

## Geschiedenis
Een oude, Sorbische naam voor Lommatzsch is Glumaci. Hier woonden zeker al vanaf het eind van de 8e eeuw de Daleminči, een Slavisch volk. Deze mensen hadden dichtbij het huidige stadje een heilige bron, met een meertje, genaamd Glomači. Na de Oostkolonisatie, waarbij hier in de 12e of 13e eeuw Duitse boeren waren komen wonen, bleef de Slavische plaatsnaam, in verbasterde vorm, bestaan. Omstreeks 1200 werd de Wenceslauskerk gebouwd. De toren van deze kerk bestaat nog, maar de kerk zelf moest in 1514 door nieuwbouw worden vervangen.
In 1286 wordt in een document vermeld, dat Lommatzsch een stad is. In 1330 verwierf Lommatzsch een belangrijk privilege, het recht, om bier te brouwen.
Het stadhuis van Lommatzsch (zie afbeelding bovenaan dit artikel) kwam gereed omstreeks 1550. De Reformatie van de jaren 1530 bracht met zich mee, dat de bevolking van de gemeente massaal overging tot het evangelisch-lutherse protestantisme. Tot op de huidige dag zijn de meeste christenen in de gemeente evangelisch-luthers. Dat geldt ook voor alle kerkgebouwen, die in dit artikel genoemd worden, tenzij uitdrukkelijk anders vermeld.
In 1607 en 1611 werd het stadje geteisterd door pestepidemieën. Ook daarna, in de tot 1648 durende Dertigjarige Oorlog, had Lommatzsch veel ellende te verduren.
Curieus is, dat in 1688 in Lommatzsch een vijfling werd geboren. Blijkens een grafmonument in de Sint-Wenceslauskerk stierven de kindjes allen reeds kort na hun geboorte. Van 1897 tot 1945 stond er een glasfabriek in Lommatzsch, die daarna naar Braunschweig verhuisde.
In de eindfase van de Tweede Wereldoorlog werd Lommatzsch twee keer door het Rode Leger veroverd, in april 1945, en, na een kortstondig Duits tegenoffensief, begin mei 1945, opnieuw. In deze dagen heeft de SS nog 37 mensen, meest krijgsgevangenen, tegen de muur van de kerk in Lommatzsch gezet en doodgeschoten. Voor deze slachtoffers werd na de oorlog een monument opgericht.
Van 1949 tot 1990 lag Lommatzsch in de DDR.

## Afbeeldingen

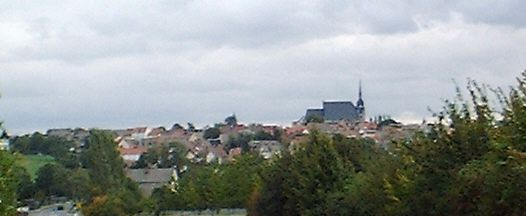
Gezicht op Lommatzsch
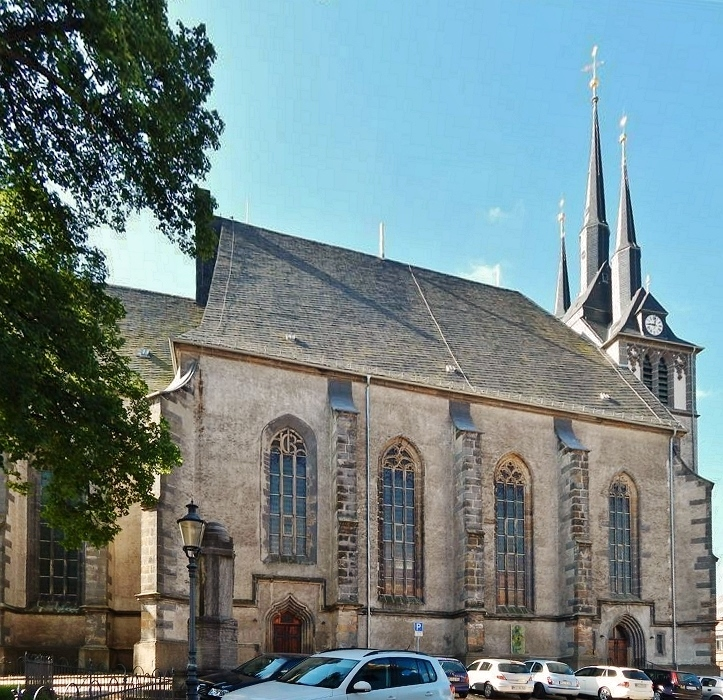
Wenceslauskerk te Lommatzsch
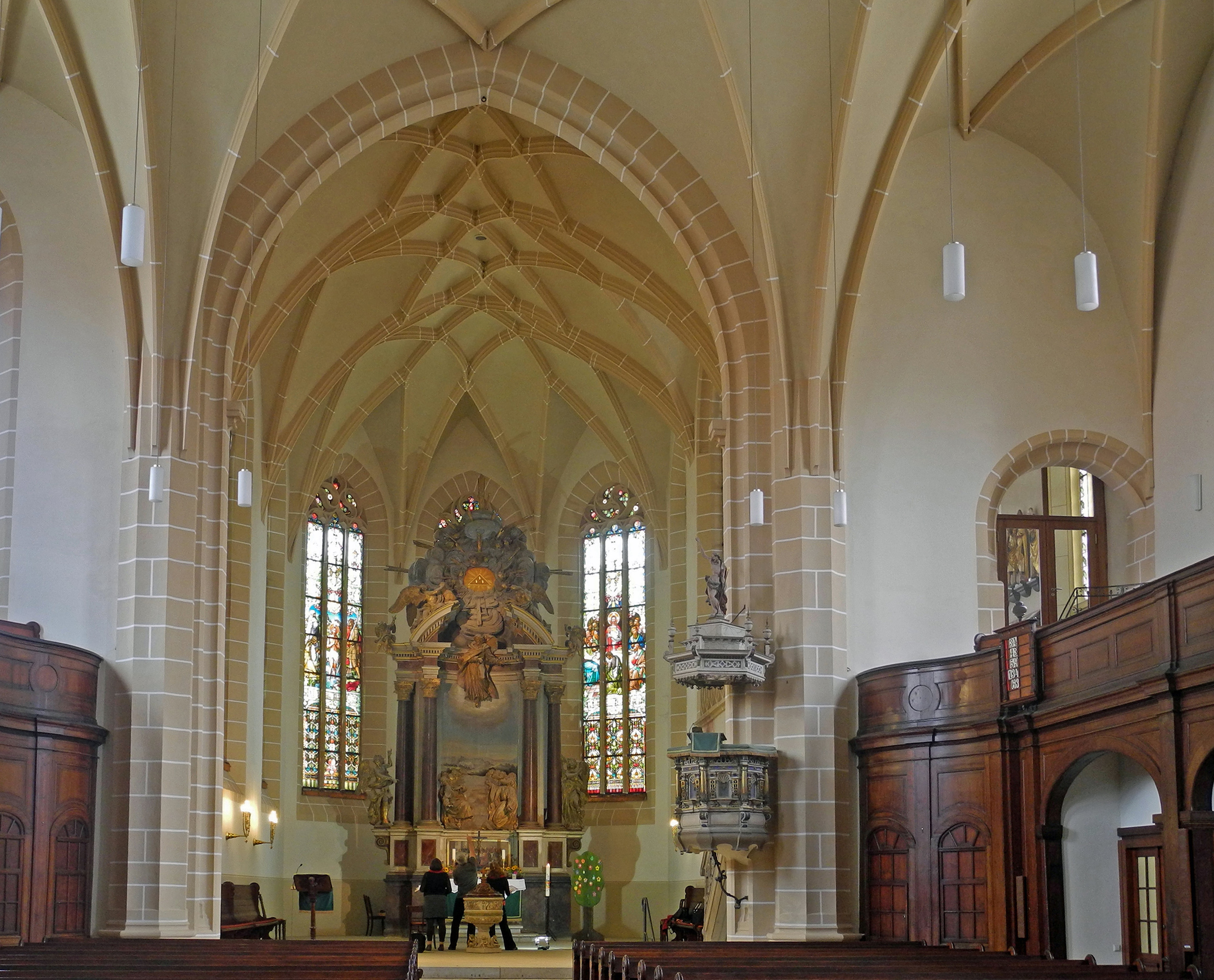
Interieur van dit kerkgebouw
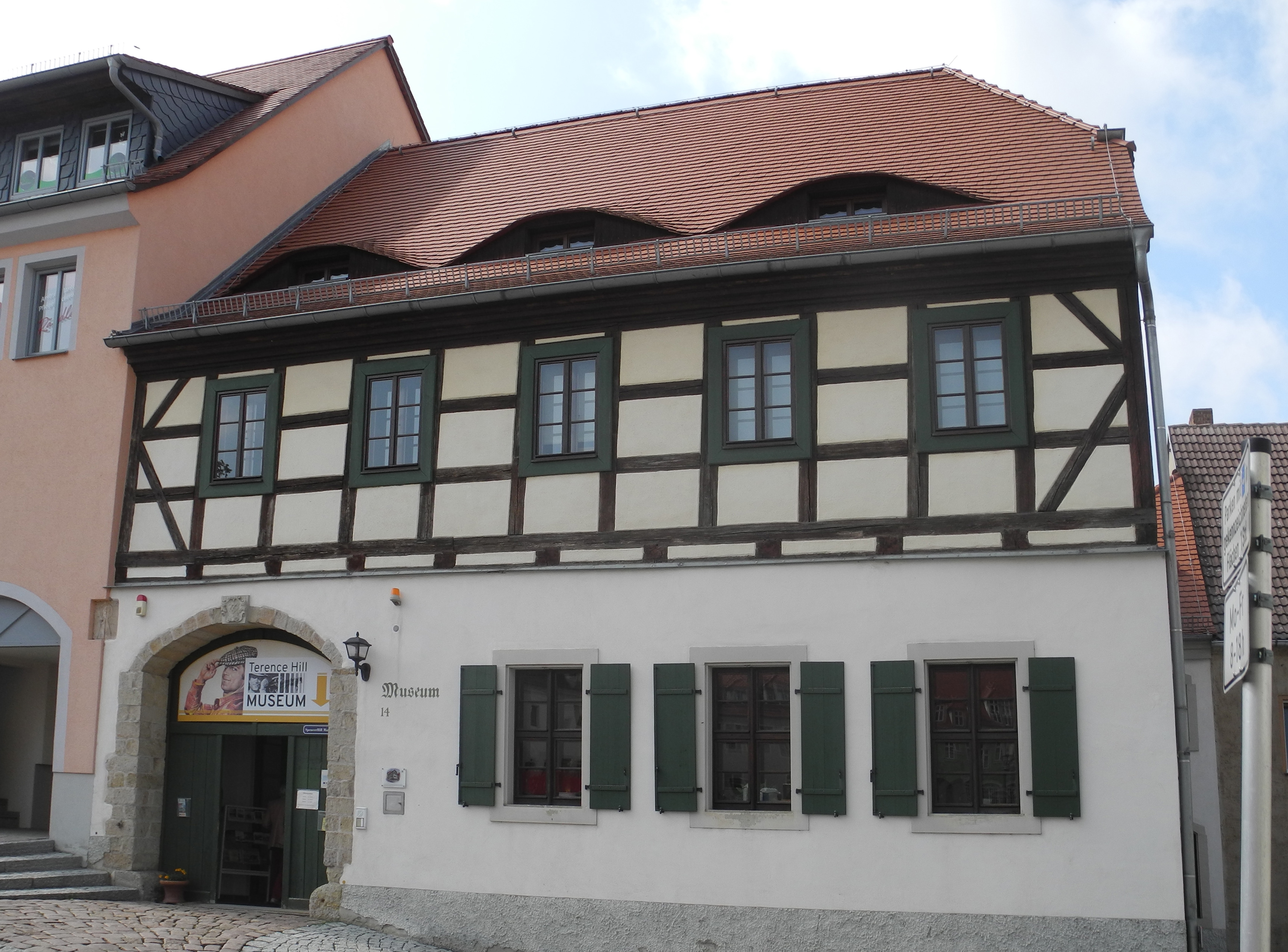
Am Markt 14, streekmuseum

## Partnergemeentes
Sedert 1990 onderhoudt Lommatzsch een jumelage met Weissach im Tal in Baden-Württemberg, en sedert 1996 met de Hongaarse stad Kiskunmajsa.

## Geboren in de gemeente Lommatzsch
- Ferdinand Gottlieb Schmeltz (geboren in 1667 in Lommatzsch; overleden 6 februari 1725 in Dresden) was een arts, die aan het hof van het Keurvorstendom Saksen (1547-1806) werkte. Hij was te Dresden lijfarts van o.a. Anna Sophia van Denemarken, mogelijk ook van August de Sterke.
- Robert Volkmann (Lommatzsch, 6 april 1815 - Boedapest, 30 oktober 1883), componist
- De grootmoeder van de bekende filmacteur Terence Hill (eigenlijke naam Mario Girotti) kwam uit Lommatzsch. Zij was familie van de eigenaar van de glasfabriek. Hill heeft er van 1943-1945 als jongetje zelf ook gewoond. Aan hem is een Terence-Hillmuseum in Lommatzsch gewijd, en hij is ereburger van de gemeente.

Coswig ·
Diera-Zehren ·
Ebersbach ·
Glaubitz ·
Gröditz ·
Großenhain ·
Hirschstein ·
Käbschütztal ·
Klipphausen ·
Lampertswalde ·
Lommatzsch ·
Meißen ·
Moritzburg ·
Niederau ·
Nossen ·
Nünchritz ·
Priestewitz ·
Radebeul ·
Radeburg ·
Riesa ·
Röderaue ·
Schönfeld ·
Stauchitz ·
Strehla ·
Thiendorf ·
Weinböhla ·
Weißig a. Raschütz ·
Wülknitz ·
Zeithain